# Лаутока (футбольний клуб)
Футбольний клуб «Лаутока» (англ. Lautoka Football Club) — фіджійський футбольний клуб з Лаутоки, заснований у 1934 році. Виступає у Чемпіонаті Фіджі. Домашні матчі приймає на стадіоні «Черчиль Парк», місткістю 18 000 глядачів.

## Досягнення

### Національні
- Чемпіонат Фіджі
  - Чемпіон: 1984, 1988, 2009, 2017, 2018, 2021, 2023
- Кубок Фіджійської асоціації
  - Володар: 2000, 2002

### Міжнародні
- Ліга чемпіонів ОФК
  - Фіналіст: 2018.